# Superman 64
Superman, sottotitolato The New Superman Aventures [sic] e comunemente chiamato Superman 64, è un videogioco d'azione del 1999, sviluppato e pubblicato da Titus Software per Nintendo 64; è basato sulla serie animata di Superman.
Del gioco è stata sviluppata una conversione per PlayStation, ad opera di BlueSky Software, che però non è mai stata distribuita a causa della scadenza della licenza sui diritti fornita da Warner Bros.

## Sinossi
Lex Luthor ha creato una versione virtuale di Metropolis ed è riuscito a intrappolare lì Lois Lane, Jimmy Olsen e il professor Steven Hamilton. Superman deve quindi entrare nel mondo virtuale per salvare i suoi amici e fermare Luthor.

## Modalità di gioco
Il giocatore deve affrontare una serie di livelli, che sono di due tipi:
- Livelli a tempo, in cui Superman, dopo aver attraversato volando una serie di anelli colorati, deve portare a termine una missione, ad esempio proteggere un civile da una minaccia. Se il tempo si esaurisce, o si mancano tre anelli, si deve ricominciare il livello dall'inizio.
- Livelli in cui Superman deve raggiungere un amico, e fuggire con lui da Lex Luthor seguendo un percorso simile a in labirinto, al termine del quale c'è un boss da sconfiggere.

Raramente, il giocatore si troverà a utilizzare anche una serie di poteri speciali, ad esempio la super-forza (per sollevare oggetti pesanti), la vista a raggi X e così via, ma solo se riuscirà a trovare degli appositi power-up all'interno dei livelli.
Nella "Metropolis virtuale" è presente anche la Kryptonite, il tallone d'Achille di Superman, che gli fa perdere energia: se questa si esaurisce, il gioco termina.
Il gioco presenta anche due modalità multiplayer, per un massimo di 4 giocatori:
- una in cui i contendenti devono lottare tra loro lanciandosi armi e oggetti;
- una gara di velocità su navi spaziali.

## Accoglienza
| Testata                           | Giudizio  |
| --------------------------------- | --------- |
| GameRankings (media al 27-5-2012) | 23%       |
| AllGame                           | 1/5       |
| EGM                               | 2/10      |
| Game Informer                     | 1.25/10   |
| Game Revolution                   | F         |
| GameSpot                          | 1.3/10    |
| Hyper                             | 10%       |
| IGN                               | 3.4/10    |
| N64 Magazine                      | 14%       |
| Next Generation                   | [ 12 ]    |
| Nintendo Power                    | 4.7/10    |
| GiN                               | 31⁄2      |
| SuperGamePower                    | 3.8 out 5 |

Nonostante le prime premesse positive prima dell'uscita, Superman 64 è stato bombardato pesantemente dalle critiche, con un punteggio generale di gradimento del 23% su GameRankings in base alle 10 recensioni presenti nel sito. I difetti peggiori del gioco sono la difficoltà nel manovrare il personaggio, il fatto che questi sia perennemente circondato da una nebbia azzurra che impedisce la visuale e il gameplay monotono, oltre che totalmente slegato dalla trama.
Il gioco venne considerato da molti recensori uno dei videogiochi peggiori di sempre. Nella lista dei peggiori giochi di sempre di Electronic Gaming Monthly ottenne il 7º posto, mentre ottenne il 2º posto nella classifica dei 10 peggiori giochi degli anni novanta di G4. Secondo la rivista Nintendo Power il gioco era il peggiore uscito su console Nintendo di sempre. Secondo MTV's Gamer's 2.0 è il peggior gioco uscito nel 1999. Secondo GameSpy è uno dei 10 peggiori giochi basati su fumetti di sempre. Doug Trueman, nella sua recensione per la rivista Next Generation, lo ha votato con una stella su cinque, dichiarando: "Chiunque sia anche lontanamente collegato con questo (gioco) dovrebbe essere bandito nella Zona Fantasma, e ogni cartuccia esistente sepolta nel Sole."